# Bureau des Transports de la ville de Kagoshima
Le Bureau des Transports de la ville de Kagoshima (鹿児島市交通局, Kagoshima-shi Kōtsūkyoku), est une compagnie de transports publics japonaise de Kagoshima.

## Autobus

### Réseau
Le réseau est appelé 鹿児島市営バス (Kagoshima shiei basu, littéralement Bus gérés par la Ville de Kagoshima) ou plus simplement 市バス (shi basu, littéralement Bus de la Ville). Au 1er avril 2017, il comportait 46 lignes et 469 arrêts.
L'exploitation des bus a commencé en 1929.

### Véhicules
Au 1er avril 2017, le parc était composé de 210 véhicules. Des bus hybrides circulent depuis 2006 et des bus au GNV circulent depuis 2007.
Les bus les plus anciens sont de couleurs bleu et blanc tandis que les bus les plus récents sont de couleur jaune.

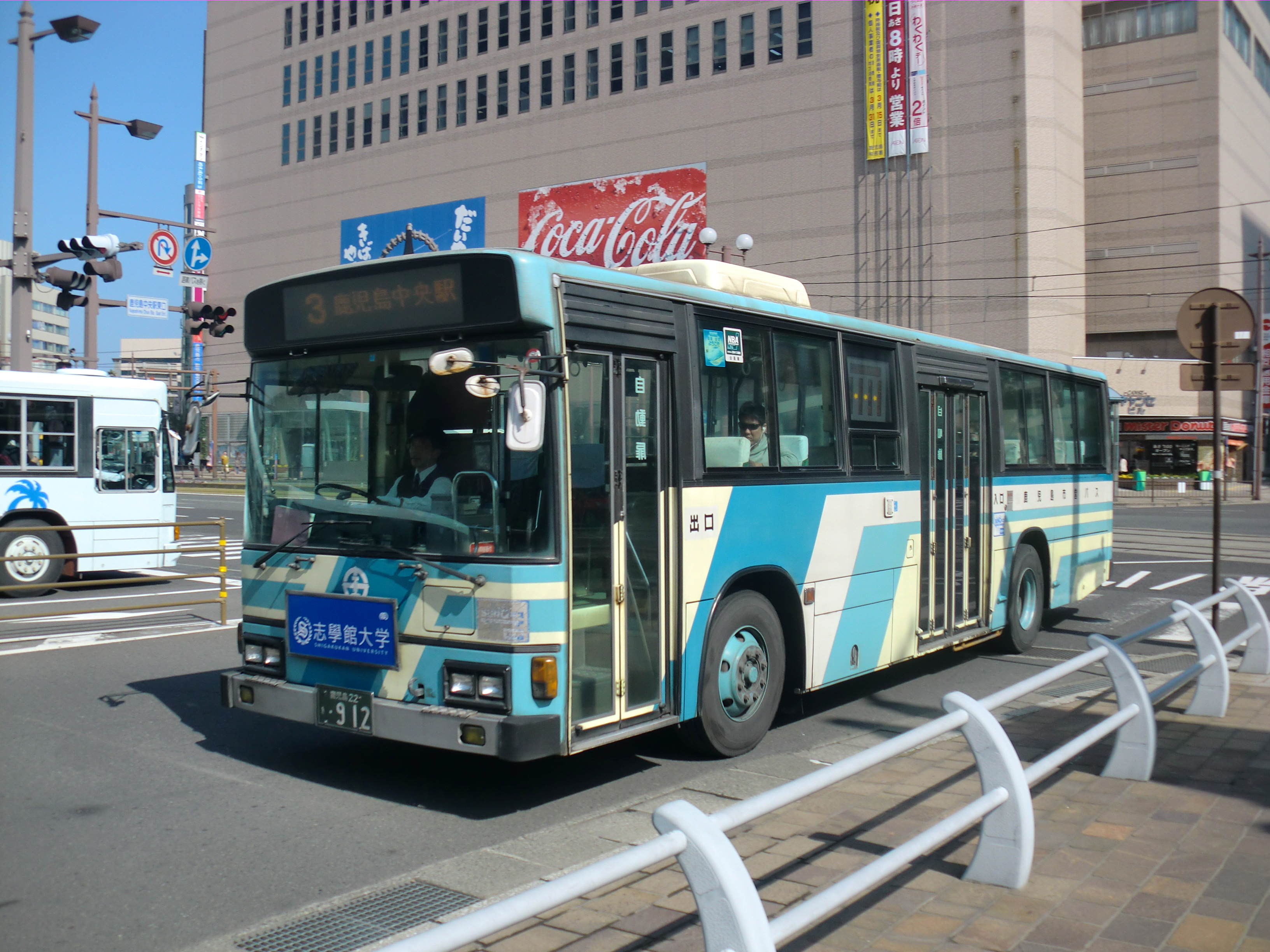
Bus de marque Hino
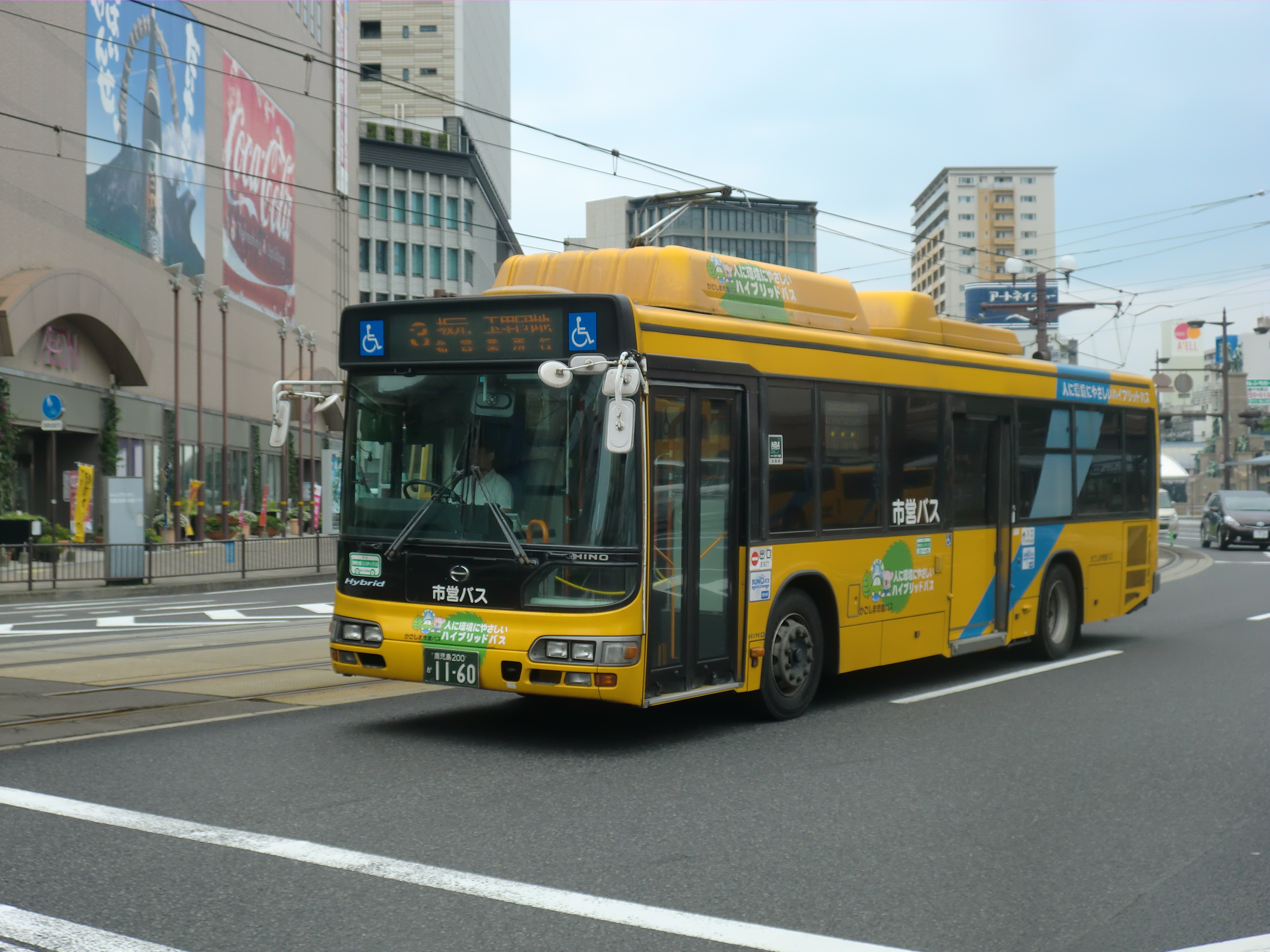
Bus hybride de marque Hino